# Ivan Ivanko
Ivan Ivanko (Proložac, 20. lipnja 1945.) hrvatski je plesač.

## Životopis
Od 1952. do 1964. Ivan Ivanko pohađao je osnovnu školu i gimnaziju u Zagrebu, gdje je i maturirao 1964. godine. Od 1955. studirao je s Pionirskim kazalištem u Zagrebu ples, pjevanje i glumu. Od 1960. bio je u baletnoj školi u Zagrebu, a 1964. u Accademia Musicale Chigiana u Sieni, gdje se usavršavao kao baletni plesač. 
Godine 1963. započeo je svoju plesnu karijeru u Zagrebu. Godine 1962. Osnovao je s Milanom Brošom, Bogdanom Gagićem, Nadom Kokotović, Olgom Draušnik i Vlastom Spinčić Slobodnu plesnu skupinu ("Komorni Ansambl Slobodnog Plesa" - KASP) u Zagrebu. Godine 1964. započeo je angažman u kazalištu Komedija u Zagrebu ("Zagrebačko gradsko kazalište Komedija"), a 1965. u Hrvatskom narodnom kazalištu u Zagrebu. 
Od 1962. do 1971. sudjelovao je s KASP-om i Hrvatskim narodnim kazalištem u Zagrebu na Muzičkom bijenalu Zagreb, 1962. na Baletnom bijenalu u Ljubljani. Godine 1967. pobijedio je sa Slobodnom plesnom grupom ("Komorni Ansambl Slobodnog Plesa" - KASP) na natjecanju za koreografiju u Institut Francaise de Recherches et Etudes koreografiji, s nastupima na RTF-u France i u Essay Theatre u Parizu. Od 1963. do 1971. bio je na Dubrovačkim ljetnim igrama kao plesač i pantomimičar. Također se pojavio u više televizijskih emisija na televiziji Zagreb ("HRT"). Godine 1971. bio je angažiran kao solist u Gradskom kazalištu Hagen, a kasnije u Theater des Westens u Berlinu, u Deutsches Theater u Münchenu i u Operettenhaus u Hamburgu. Godne 1978. angažiran je kao Baletmeister u Theater des Westens, Intendand Karl Viebach. Godine 1983. angažiran je kao asistent za koreografiju i koordinator redatelja u Hrvatskom Narodnom Kazalištu u Zagrebu pod redateljem i koreografom Waclawom Orlikowskim za Scelkuncika te za Romea i Julije u Slovenskom narodnom kazalištu u Ljubljani i na Ljetnim igrama u Dubrovniku. 
Od 1973. do 2005. angažman kao slobodni umjetnik na njemačkim, švicarskim i austijskim televizijskim studijima kao plesač, pomoćnik redatelja i Redatelj u raznim televizijskim studijima i glazbenim emisijama (npr. na ZDF-u u Erkennen Sie die Melodie, Musik ist Trumpf, Starparade, Lustige Musikanten, Peter Alexander -Show, Wencke Myhre -Show, Anneliese Rothenberger -Show  itd.), serijama i filmovima (Just a Gigolo s Marlen Dietrich) kao plesač, koreograf, asistent koreografa (Herbert F. Schubert), pomoćnik redatelja i redatelj. Od 1987. do 1996. radio je kao redatelj, autor i koreograf u Axel Springer Show Zlatni volan. Godine 2005. završio je karijeru. 

## Vanjske poveznice
- Ivan Ivanko kao glumac na Internet Movie Database
- Ivan Ivanko kao redatelj na Internet Movie Database